# Joseph Keter
Joseph Keter (Lessos, Nandi (district), 13 juni 1969) is een voormalige Keniaanse atleet, die een gouden medaille behaalde op de Olympische Spelen van 1996 in Atlanta op het onderdeel 3000 m steeplechase.

## Loopbaan
Joseph Keter is een officier in het Keniaanse leger, die slechts één goed seizoen had gedurende zijn atletiekcarrière, wat resulteerde in een gouden medaille. In Atlanta was de grote favoriet: wereldrecordhouder Moses Kiptanui, een collega van hem bij de Keniaanse luchtmacht. In de olympische finale kon hij Kiptanui grote tegenstand bieden. Het Keniaanse duo bereikte zij aan zij de laatste waterbak, waar Keter kon versnellen en het goud won met een voorsprong van 1,11 seconden.
Na de Olympische Spelen versloeg hij Kiptanui opnieuw in Zürich met een persoonlijk record van 8.05,99. In 1997 won Keter de 3000 m steeplechase op de IAAF Grand Prix.

## Titels
- Olympisch kampioen 3000 m steeplechase - 1996
- Afrikaans kampioen 3000 m steeplechase - 1993
- Keniaans kampioen 3000 m steeplechase - 1993, 1994

## Persoonlijke records
| Onderdeel           | Prestatie | Datum            | Plaats    |
| ------------------- | --------- | ---------------- | --------- |
| 1500 m              | 3.38,8    | 9 mei 1998       | Nairobi   |
| 3000 m              | 8.05,02   | 7 september 1997 | Gateshead |
| 3000 m steeplechase | 8.05,99   | 10 augustus 1996 | Monaco    |

## Palmares

### 3000 m steeplechase
- 1993:  Afrikaanse kamp. - 8.22,34
- 1994:  Goodwill Games - 8.23,13
- 1995:  Militaire wereldspelen - 8.22,55
- 1995: 10e Grand Prix Finale - 8.23,53
- 1996:  OS - 8.07,12
- 1997:  IAAF Grand Prix - 8.21,75

1920: Percy Hodge ·
1924: Ville Ritola ·
1928: Toivo Loukola ·
1932: Volmari Iso-Hollo ·
1936: Volmari Iso-Hollo ·
1948: Tore Sjöstrand ·
1952: Horace Ashenfelter ·
1956: Chris Brasher ·
1960: Zdzisław Krzyszkowiak ·
1964: Gaston Roelants ·
1968: Amos Biwott ·
1972: Kipchoge Keino ·
1976: Anders Gärderud ·
1980: Bronisław Malinowski ·
1984: Julius Korir ·
1988: Julius Kariuki ·
1992: Matthew Birir ·
1996: Joseph Keter ·
2000: Reuben Kosgei ·
2004: Ezekiel Kemboi ·
2008: Brimin Kipruto ·
2012: Ezekiel Kemboi ·
2016: Conseslus Kipruto ·
2020: Soufiane El Bakkali ·
2024: Soufiane El Bakkali